# Palacio de Justicia del Condado de Douglas
El Palacio de Justicia del Condado de Douglas es un palacio de justicia histórico en 1616 Eighth Street en Minden, en el estado de Nevada (Estados Unidos). Cuando la sede del condado se trasladó a Minden desde Génova en 1916, a los arquitectos Frederick DeLongchamps y George LF O'Brien se les pagó 700 dólares para diseñar un nuevo juzgado. El edificio fue terminado el mismo año por los contratistas Friedhoff y Hoeffel por 25 000 dólares .